# Medelton
Medelton är inom musikteorin en temperatur som löser problemet med Pythagoras komma, genom att göra alla kvinter något mindre. I strikt medeltonstemperatur är de stora terserna helt rena, vilket betyder att kvinterna är tempererade med 1/4 syntoniskt komma, men det finns flera mer eller mindre konsekventa varianter där man istället tempererar med exempelvis 2/7 eller 1/3 syntoniskt komma (båda dessa exempel innebär ännu lägre kvinter).
Namnet "medelton" syftar på att den andra tonen i skalan är exakt halvvägs mellan grundtonen och den stora tersen, vilket bara är fallet i strikt 1/4 komma medeltonstemperatur. Exempelvis är intervallen C–D och D–E båda uppmätta till 193 cent (avrundat till närmaste heltal), vilket betyder att avståndet C–E är 386 cent (avrundat till närmaste heltal), vilket exakt motsvarar en ren stor ters. Symmetrin återfinns förvisso även i liksvävande temperatur (200 + 200 = 400), men är annars ovanlig i de flesta historiska temperaturer.
På klaverinstrument med tolv tangenter per oktav medför medeltonstemperatur en så kallad "vargkvint" mellan G♯ och E♭. Problemet beror på enharmonisk förväxling, eftersom medeltonstemperatur gör skillnad på höjda och sänkta toner men begränsas av antalet tangenter. 
Medeltonstemperatur var vanligast förekommande under renässansen. Idag används systemet nästan uteslutande av HIP-musiker i syfte att efterlikna den tidiga musikens klang.